# باتريك كيلي
باتريك كيلي (بالإنجليزية: Patrick Michael Kelly)‏ (9 أبريل 1918 جوهانسبرغ جنوب أفريقيا - 1 يناير 1985) هو لاعب كرة قدم جنوب أفريقي سابق كان يلعب كحارس مرمى.

## روابط خارجية
- باتريك كيلي على موقع قاعدة بيانات كرة القدم.إي يو (الإنجليزية)